# Carico distribuito

Trave isostatica sottoposta a carico distribuito.

Un carico nell'ingegneria strutturale è un sistema di forze applicate che possono originare una deformazione e conseguente stato di sollecitazione in una struttura.
Un carico distribuito è una forza applicata su una superficie avente dimensioni finite, come una linea o un'area, e distribuita sulla stessa secondo una definita legge (equazione) che fornisca la pressione per ciascun punto (di dimensioni infinitesime) della superficie.
Nel caso di un carico distribuito su una trave, si usa considerare quest'elemento come un'asta, per via della lunghezza che prevale sulle dimensioni trasversali. Il carico complessivo è la somma (integrale) di tutte le forze infinitesime moltiplicate per la rispettiva area (infinitesima) di applicazione, il carico locale è invece il valore di pressione definito per ciascun punto dell'area di applicazione: si dice che il carico distribuito è "uniforme" se il suo valore locale o pressione è il medesimo in ogni punto e come tale può essere calcolato dividendo il carico complessivo per la misura dell'area di applicazione.
Si misura in Pascal, pari a N/metro quadro, e nei rispettivi multipli e sottomultipli.
Nel caso di un carico distribuito su una linea, l'unità di misura diviene N/m.